# 金鐘（東）巴士總站
金鐘（東）巴士總站是一個位於香港香港島中西區金鐘金鐘道95號統一中心地下的巴士總站。政府稱該巴士總站為金鐘站（東）巴士總站。由於金鐘（東）總站連結港鐵金鐘站，加上站內設有來往港島南區幾乎所有地區（深水灣以東除外）的路線，所以一直是港鐵乘客轉車來往南區的熱門中轉站，故人流極多。

## 總站概況
金鐘（東）巴士總站位於金鐘道95號。上蓋為統一中心商場及寫字樓，連接中區行人天橋系統。總站出口旁設有港鐵出口。總站啟用初期為車頭向中環方向，直至2000年12月26日改為車頭向灣仔方向。

## 歷史
世界發展有限公司於1978年8月4日的土地拍賣中，以5億8500萬元投得內地段第8469號商業用地，刷新了當時的呎價紀錄。該發展商於地皮興建統一中心商場及寫字樓，基座則按條款修築巴士總站。
位於金鐘道95號，毗鄰港鐵金鐘站D出口的金鐘（東）巴士總站於1980年2月12日下午一時配合地鐵金鐘站通車，跟西翼巴士總站同時啟用；政府當時稱此站為「地下鐵路金鐘車站（東面）巴士總站」（MTR Admiralty Station (East) Bus Terminus），中巴當年則稱之為「金鐘地鐵站（東）巴士總站」（Admiralty Station (East) Bus Terminus），簡稱「金鐘站（東）」或「金鐘站（東翼）」。當時此站專供東區和途經香港仔隧道的南區地鐵接駁巴士路線使用，經過多年改動，此站已經只餘少量接駁港鐵用途的路線，成為了港島其中一個重要交通交匯處。
此站對面的金鐘樂禮街總站原被城巴包括為車站的一部份，後於九十年代末擁有獨立命名。兩鐵合併後，此站的官方名稱改為「金鐘站（東）巴士總站」（Admiralty Station (East) Bus Terminus）。
初期此站各車坑的行車方向為東至西（即車頭向中環），途經此站的巴士由總站外的一段金鐘道東行左轉樂禮街進入，離站後又從添馬街左轉途經總站外的金鐘道東行離開，共需逆時針途經該段金鐘道兩次。為減低該路段的交通流量，2000年12月26日起此站改為車頭向東，巴士由添馬街金鐘花園旁駛入、沿樂禮街離開前往德立街或金鐘道，不再途經統一中心外的一段金鐘道。過海隧道巴士601線亦因此改動須遷往德立街設站。
2012年7月29日，過海隧道巴士930線總站遷往灣仔碼頭，不再使用此站；原有站位改由同日從德立街遷回的過海隧道巴士601線使用。德立街總站隨即封閉並改建的士站位，於2013年1月啟用。而該處的行車綫及行人路亦作出相應調整，原有南面的西行行車綫，被併入作為金鐘（東）總站入口的東行巴士專綫。城巴及新巴於2014年2月底在該處設置3條巴士站柱，並在同年4月20日正式供90B線作總站及590A線作落客站之用。
在雨傘革命（2014年9月28日-12月11日）期間，巴士總站是金鐘佔領區的一部分，巴士需改道使用金鐘道。

## 總站路線資料

### 城巴30X線
- 數碼港 ↔ 金鐘（東）

2008年3月17日開辦，由城巴營辦，來往數碼港及金鐘之間。

### 城巴90B線
- 海怡半島 ↔ 金鐘（東）（經薄扶林道）

提供海怡半島、鴨脷洲、香港仔來往薄扶林道、中上環及金鐘的巴士服務，回程並途經上環及西營盤，於1994年12月19日起投入服務，是城巴首條服務薄扶林道的巴士路線。

### 過海隧道巴士601線
- 寶達 ↔ 金鐘（東）

提供寶達邨、秀茂坪及觀塘往來北角、銅鑼灣、灣仔及金鐘的過海隧巴服務，該線在東區海底隧道通車前已計劃開辦，最初編號為101E，後改稱401，最後正名為601，於1989年9月22日投入服務。

### 過海隧道巴士680線
- 利安 ↔ 金鐘（東）
- 利安 → 金鐘（東）(特別班次)

由新巴與九巴聯營，提供馬鞍山、濱景花園及沙田第一城往來北角、銅鑼灣、灣仔及金鐘的過海隧巴服務，於1992年7月6日起投入服務，配合馬鐵（現港鐵馬鞍山綫）通車而於2005年3月25日將總站由中環（港澳碼頭）遷到金鐘（東）。

### 過海隧道巴士680B線
- 富安花園 → 金鐘（東）

### 過海隧道巴士680P線
- 烏溪沙站 → 金鐘（東）

由新巴與九巴聯營，只在早上繁忙時間提供服務，乃680 的馬鞍山市中心特別班次，於2003年10月27日起投入服務。

### 過海隧道巴士980X線
- 金鐘（東） → 烏溪沙站

由九巴及新巴聯營，為680之輔助線，但途經西區海底隧道及尖山隧道，於2017年2月20日起投入服務，只於繁忙時間服務。此總站只作為此綫黃昏回程班次之起點，晨早往港島班次以灣仔（菲林明道）為終點，不經此總站，但停靠鄰近之金鐘道金鐘站分站。

### 過海隧道巴士981P線
- 金鐘（東） → 馬鞍山（耀安）

由九巴及城巴聯營，為681P之輔助線，但途經西區海底隧道及尖山隧道，於2017年2月20日起投入服務，只於繁忙時間服務。此總站只作為此綫黃昏回程班次之起點，晨早往港島班次以灣仔（菲林明道）為終點，不經此總站，但停靠鄰近之金鐘道金鐘站分站。

### 過海隧道巴士982X線
- 金鐘（東） → 沙田（愉翠苑）

由九巴及城巴聯營，途經西區海底隧道及尖山隧道，於2012年8月27日起投入服務，只於繁忙時間服務。此總站只作為此綫黃昏回程班次之起點，晨早往港島班次以灣仔（菲林明道）為終點，不經此總站，但停靠鄰近之金鐘道金鐘站分站。

### 過海隧道巴士985線
- 金鐘（東） → 美田

由九巴及新巴聯營，途經西區海底隧道及尖山隧道，於2015年8月22日起投入服務，只於繁忙時間服務。此總站只作為此綫黃昏回程班次之起點，晨早往港島班次以銅鑼灣（灣仔消防局）為終點，不經此總站，但停靠鄰近之金鐘道金鐘站分站。

### 過海隧道巴士N601線
- 未找到該路綫的afternoon資料，請複查Module:香港巴士/crh。

## 途經路線資料

### 城巴37B線
- 置富花園 ↺ 中環（怡和大廈）

只限往南區方向途經

### 城巴37X線
- 置富花園 ↺ 中環（怡和大廈）（只在早上繁忙時間服務）

只限往南區方向途經

### 城巴70線
- 華貴 ↔ 中環（交易廣場）

只限往南區方向途經

### 城巴70P線
- 石排灣 ↔ 中環（交易廣場）

只限往南區方向途經

### 城巴75線
- 深灣 ↔ 中環（交易廣場）

只限往南區方向途經

### 城巴90線
- 鴨脷洲邨 ↔ 中環（交易廣場）

只限往南區方向途經

### 城巴97線
- 利東邨 ↔ 中環（交易廣場）（只在早上繁忙時間服務）

只限往南區方向途經

## 總站設施
該站設有內置站長室，設於總站入口側。另外於站長室旁為新巴顧客服務中心，為乘客提供資訊、紀念品售賣、八達通增值等服務。

## 車坑分佈
| 車坑分佈（以入口最左邊起計） | 車坑分佈（以入口最左邊起計） | 車坑分佈（以入口最左邊起計）             |
| 車坑編號                     | 車坑數目                     | 路線                                     |
| ---------------------------- | ---------------------------- | ---------------------------------------- |
| 1                            | 雙坑                         | 城巴30X、37B、37X、70、70P、75、90、97線 |
| 2                            | 單坑                         | 過海隧道巴士601、N601線                  |
| 3                            | 單坑                         | 過海隧道巴士981P、982X線                 |
| 4                            | 雙坑                         | 過海隧道巴士680、980X、985線             |

## 接駁交通
- 港鐵金鐘站
- 金鐘（樂禮街）巴士總站
- 金鐘（西）巴士總站

## 外部連結
- 金鐘（東）巴士總站 （页面存档备份，存于），城巴／新巴
- 九巴 （页面存档备份，存于）